# Rutherford (raketmotor)
För andra betydelser, se Rutherford.

Elpumpmatad raketmotor

Rutherford är en raketmotor utvecklad av Rocket Lab. Den producerar en dragkraft på 24 kN ("2,4 ton") vid havsnivå. Den utvecklades för företagets Electron-raket och flög första gången den 25 maj 2017. Flera av motorns komponenter är tillverkade med Electron Beam Melting teknik.
En betydelsefull skillnad gentemot andra raketmotorer är att dess pumpar drivs av elmotorer istället för gasturbiner.
Motorn finns i två versioner: En anpassad för drift i jordens atmosfär och en för drift i rymdens vakuum.
Motorn är uppkallad efter den nyzeeländske fysikern Ernest Rutherford.